# Dominique Baratelli
Dominique Baratelli (Nizza, 26 dicembre 1947) è un ex calciatore francese, di ruolo portiere.

## Carriera

### Club
Cresciuto nel Cavigal de Nice, Baratelli esordì in massima serie nel 1967 con la maglia dell'allora neopromosso Ajaccio. Nel 1972 Baratelli fu acquistato dal Nizza, all'epoca una delle squadre di punta del campionato, con la quale ottenne due secondi posti e una finale di Coppa di Francia nella stagione 1977-78, al termine della quale si trasferì al Paris Saint-Germain. Con il team di Parigi Baratelli vinse due edizioni consecutive della Coppa di Francia (1981-82 e 1982-83) e giocò tutte le partite del campionato per sette stagioni consecutive. Si ritirò al termine della stagione 1984-85, dopo aver totalizzato il record di 594 presenze in massima serie, terzo miglior risultato nella graduatoria.

### Nazionale
Entrato nel giro della nazionale nel 1967, anno in cui esordì nelle giovanili, fu per la prima volta convocato nella nazionale maggiore nel 1972. Dopo aver giocato come titolare durante tutte le qualificazioni del campionato d'Europa 1976, fu sostituito nel suo ruolo da Jean-Paul Bertrand-Demanes del Nantes. Di lì fino al 1982 (anno in cui concluderà la sua carriera in nazionale dopo 21 partite e 25 nell'Under 21) Baratelli verrà convocato in nazionale come secondo portiere, disputando in panchina i Mondiali del 1978 (in cui ebbe modo di sostituire, nel match contro l'Argentina, lo stesso Bertrand-Demanes, vittima di un infortunio alla mano) e quelli del 1982.

## Statistiche

### Presenze e reti nei club
| Stagione                   | Squadra                    | Campionato                 | Campionato | Campionato | Coppe nazionali | Coppe nazionali | Coppe nazionali | Coppe continentali | Coppe continentali | Coppe continentali | Altre coppe | Altre coppe | Altre coppe | Totale | Totale |
| Stagione                   | Squadra                    | Comp                       | Pres       | Reti       | Comp            | Pres            | Reti            | Comp               | Pres               | Reti               | Comp        | Pres        | Reti        | Pres   | Reti   |
| -------------------------- | -------------------------- | -------------------------- | ---------- | ---------- | --------------- | --------------- | --------------- | ------------------ | ------------------ | ------------------ | ----------- | ----------- | ----------- | ------ | ------ |
| 1967-1968                  | Ajaccio                    | D1                         | 19         | -29        | CF              | 3               | -5              | -                  | -                  | -                  | -           | -           | -           | 22     | -34    |
| 1968-1969                  | Ajaccio                    | D1                         | 23         | -32        | CF              | 1               | -3              | -                  | -                  | -                  | -           | -           | -           | 24     | -35    |
| 1969-1970                  | Ajaccio                    | D1                         | 27         | -43        | CF              | 1               | -1              | -                  | -                  | -                  | -           | -           | -           | 28     | -44    |
| 1970-1971                  | Ajaccio                    | D1                         | 38         | -52        | CF              | 1               | -3              | -                  | -                  | -                  | -           | -           | -           | 39     | -55    |
| Totale Ajaccio             | Totale Ajaccio             | Totale Ajaccio             | 107        | -156       |                 | 6               | -12             |                    | -                  | -                  |             | -           | -           | 113    | -168   |
| 1971-1972                  | Nizza                      | D1                         | 38         | -44        | CF              | 6               | -4              | -                  | -                  | -                  | -           | -           | -           | 44     | -48    |
| 1972-1973                  | Nizza                      | D1                         | 38         | -44        | CF              | 1               | -2              | Intertoto          | 6                  | -14                | -           | -           | -           | 45     | -60    |
| 1973-1974                  | Nizza                      | D1                         | 38         | -55        | CF              | 2               | -2              | UEFA               | 6                  | -8                 | -           | -           | -           | 46     | -65    |
| 1974-1975                  | Nizza                      | D1                         | 38         | -63        | CF              | 3               | -4              | -                  | -                  | -                  | -           | -           | -           | 41     | -67    |
| 1975-1976                  | Nizza                      | D1                         | 38         | -40        | CF              | 4               | -4              | -                  | -                  | -                  | -           | -           | -           | 42     | -44    |
| 1976-1977                  | Nizza                      | D1                         | 37         | -54        | CF              | 9               | -9              | -                  | -                  | -                  | -           | -           | -           | 46     | -63    |
| 1977-1978                  | Nizza                      | D1                         | 20         | -40        | CF              | 5               | -4              | -                  | -                  | -                  | -           | -           | -           | 25     | -44    |
| Totale Nizza               | Totale Nizza               | Totale Nizza               | 247        | -340       |                 | 30              | -29             |                    | 12                 | -22                |             | -           | -           | 289    | -391   |
| 1978-1979                  | Paris Saint-Germain        | D1                         | 38         | -66        | CF              | 3               | -7              | -                  | -                  | -                  | -           | -           | -           | 41     | -73    |
| 1979-1980                  | Paris Saint-Germain        | D1                         | 38         | -52        | CF              | 3               | -3              | -                  | -                  | -                  | -           | -           | -           | 41     | -55    |
| 1980-1981                  | Paris Saint-Germain        | D1                         | 38         | -50        | CF              | 3               | -5              | -                  | -                  | -                  | -           | -           | -           | 41     | -55    |
| 1981-1982                  | Paris Saint-Germain        | D1                         | 38         | -45        | CF              | 9               | -6              | -                  | -                  | -                  | -           | -           | -           | 47     | -51    |
| 1982-1983                  | Paris Saint-Germain        | D1                         | 38         | -47        | CF              | 10              | -10             | CdC                | 6                  | -5                 | -           | -           | -           | 54     | -62    |
| 1983-1984                  | Paris Saint-Germain        | D1                         | 38         | -37        | CF              | 1               | -1              | CdC                | 4                  | -4                 | -           | -           | -           | 43     | -42    |
| 1984-1985                  | Paris Saint-Germain        | D1                         | 12         | -25        | CF              | 3               | -6              | CdC                | 0                  | 0                  | -           | -           | -           | 15     | -31    |
| Totale Paris Saint-Germain | Totale Paris Saint-Germain | Totale Paris Saint-Germain | 240        | -322       |                 | 32              | -38             |                    | 10                 | -9                 |             | -           | -           | 282    | -369   |
| Totale carriera            | Totale carriera            | Totale carriera            | 594        | -818       |                 | 68              | -79             |                    | 22                 | -31                |             | -           | -           | 684    | -928   |

### Cronologia presenze e reti in nazionale
| Cronologia completa delle presenze e delle reti in nazionale ― Francia | Cronologia completa delle presenze e delle reti in nazionale ― Francia | Cronologia completa delle presenze e delle reti in nazionale ― Francia | Cronologia completa delle presenze e delle reti in nazionale ― Francia | Cronologia completa delle presenze e delle reti in nazionale ― Francia | Cronologia completa delle presenze e delle reti in nazionale ― Francia | Cronologia completa delle presenze e delle reti in nazionale ― Francia | Cronologia completa delle presenze e delle reti in nazionale ― Francia |
| Data                                                                   | Città                                                                  | In casa                                                                | Risultato                                                              | Ospiti                                                                 | Competizione                                                           | Reti                                                                   | Note                                                                   |
| ---------------------------------------------------------------------- | ---------------------------------------------------------------------- | ---------------------------------------------------------------------- | ---------------------------------------------------------------------- | ---------------------------------------------------------------------- | ---------------------------------------------------------------------- | ---------------------------------------------------------------------- | ---------------------------------------------------------------------- |
| 11-6-1972                                                              | Salvador                                                               | Francia                                                                | 5 – 0                                                                  | America centrale                                                       | Amichevole                                                             | -                                                                      |                                                                        |
| 15-6-1972                                                              | Maceió                                                                 | Francia                                                                | 2 – 0                                                                  | Africa                                                                 | Amichevole                                                             | -                                                                      |                                                                        |
| 26-5-1973                                                              | Mosca                                                                  | Unione Sovietica                                                       | 2 – 0                                                                  | Francia                                                                | Qual. Mondiali 1974                                                    | -2                                                                     |                                                                        |
| 8-9-1973                                                               | Parigi                                                                 | Francia                                                                | 3 – 1                                                                  | Grecia                                                                 | Amichevole                                                             | -1                                                                     |                                                                        |
| 13-10-1973                                                             | Gelsenkirchen                                                          | Germania Ovest                                                         | 2 – 1                                                                  | Francia                                                                | Amichevole                                                             | -2                                                                     |                                                                        |
| 18-5-1974                                                              | Parigi                                                                 | Francia                                                                | 0 – 1                                                                  | Argentina                                                              | Amichevole                                                             | -1                                                                     |                                                                        |
| 12-10-1974                                                             | Bruxelles                                                              | Belgio                                                                 | 2 – 1                                                                  | Francia                                                                | Qual. Euro 1976                                                        | -2                                                                     |                                                                        |
| 26-4-1975                                                              | Colombes                                                               | Francia                                                                | 0 – 2                                                                  | Portogallo                                                             | Amichevole                                                             | -1                                                                     | 46’                                                                    |
| 25-5-1975                                                              | Reykjavík                                                              | Islanda                                                                | 0 – 0                                                                  | Francia                                                                | Qual. Euro 1976                                                        | -                                                                      |                                                                        |
| 3-9-1975                                                               | Nantes                                                                 | Francia                                                                | 3 – 0                                                                  | Islanda                                                                | Qual. Euro 1976                                                        | -                                                                      |                                                                        |
| 12-10-1975                                                             | Lipsia                                                                 | Germania Est                                                           | 2 – 1                                                                  | Francia                                                                | Qual. Euro 1976                                                        | -2                                                                     |                                                                        |
| 15-11-1975                                                             | Parigi                                                                 | Francia                                                                | 0 – 0                                                                  | Belgio                                                                 | Qual. Euro 1976                                                        | -                                                                      |                                                                        |
| 24-4-1976                                                              | Lens                                                                   | Francia                                                                | 2 – 0                                                                  | Polonia                                                                | Amichevole                                                             | -                                                                      |                                                                        |
| 22-5-1976                                                              | Budapest                                                               | Ungheria                                                               | 1 – 0                                                                  | Francia                                                                | Amichevole                                                             | -1                                                                     |                                                                        |
| 1-9-1976                                                               | Copenaghen                                                             | Danimarca                                                              | 1 – 1                                                                  | Francia                                                                | Amichevole                                                             | -1                                                                     |                                                                        |
| 9-10-1976                                                              | Sofia                                                                  | Bulgaria                                                               | 2 – 2                                                                  | Francia                                                                | Qual. Mondiali 1978                                                    | -2                                                                     |                                                                        |
| 17-11-1976                                                             | Parigi                                                                 | Francia                                                                | 2 – 0                                                                  | Irlanda                                                                | Qual. Mondiali 1978                                                    | -                                                                      |                                                                        |
| 26-6-1977                                                              | Buenos Aires                                                           | Argentina                                                              | 0 – 0                                                                  | Francia                                                                | Amichevole                                                             | -                                                                      |                                                                        |
| 6-6-1978                                                               | Buenos Aires                                                           | Argentina                                                              | 2 – 1                                                                  | Francia                                                                | Mondiali 1978 - Gironi                                                 | -1                                                                     | 55’                                                                    |
| 23-2-1982                                                              | Parigi                                                                 | Francia                                                                | 2 – 0                                                                  | Italia                                                                 | Amichevole                                                             | -                                                                      |                                                                        |
| 28-4-1982                                                              | Parigi                                                                 | Francia                                                                | 0 – 1                                                                  | Perù                                                                   | Amichevole                                                             | -1                                                                     |                                                                        |
| Totale                                                                 |                                                                        | Presenze                                                               | 21                                                                     |                                                                        | Reti                                                                   | -17                                                                    |                                                                        |

## Palmarès
- Coppa di Francia: 2

1981-82, 1982-83